# 大快活
大快活（英語：Fairwood Holdings Limited，港交所：0052）是香港連鎖快餐集團，主要在香港、珠三角地區及京津經營連鎖港式快餐店、分租食品攤位及物業投資等業務。
大快活主要同業競爭對手為大家樂及美心MX。

## 公司資料
大快活由大快活集團有限公司經營，公司執行主席是羅開揚，首席執行官是羅輝承，二人同為羅桂祥家族成員，合共持有權益總數佔大快活集團已發行股份總額超過八成半。
大快活於1972年由羅芳祥所創辦。羅芳祥乃大家樂創辦人羅騰祥及維他奶創辦人羅桂祥之弟，曾於兄長羅桂祥創立的「香港荳品有限公司」（即現時的維他奶）工作。1968年，羅騰祥離開維他奶，創立大家樂；羅芳祥與兒子羅開福則於1972年創立大快活。2013年，羅開揚兒子羅輝承加入集團，至2019年加入董事會，並且在2020年獲委任為集團行政總裁。
大快活集團於1991年10月9日在香港聯合交易所上市，現時法定股本為2.4億股，截至2022年12月已發行129,552,780股。

## 董事局
執行董事
- 羅輝承先生（副主席），權益總數佔已發行股份總額 43.59%
- 李碧琦小姐（行政總裁），權益總數佔已發行股份總額 0.57%

獨立非執行董事
- 羅開揚先生（執行主席），權益總數佔已發行股份總額 42.87%
- 吳志強先生
- 陳棨年先生
- 劉國權博士
- 尹錦滔先生
- 葉焯德先生

## 財務狀況

### 盈利
根據集團2021-22年度公司年報，按年營業總額達28.819億港元，股東應佔溢利達0.43億港元，毛利率為7.7%。此外，集團獲得的政府補助，由2021財政年度的港幣2.725億元（包括僱員保就業計劃為港幣1.832億元）跌至2022財政年度的港幣5,890萬元。
| 財政年度 截止日 | 股東應佔溢利 （億港元） | 每股基本溢利 （港元） | 每股溢利增長 (%) | 經營業務所得現金 （億港元） |
| --------------- | ----------------------- | --------------------- | ---------------- | --------------------------- |
| 2022/03         | 0.43                    | 0.33                  | -72.27           | 5.58                        |
| 2021/03         | 1.54                    | 1.19                  | 153.19           | 7.81                        |
| 2020/03         | 0.61                    | 0.47                  | -66.43           | 6.74                        |
| 2019/03         | 1.80                    | 1.40                  | -17.16           | 3.21                        |
| 2018/03         | 2.16                    | 1.69                  | 4.97             | 3.83                        |
| 2017/03         | 2.05                    | 1.61                  | 1.26             | 3.07                        |
| 2016/03         | 2.01                    | 1.59                  | 39.47            | 3.65                        |
| 2015/03         | 1.44                    | 1.14                  | 32.56            | 2.85                        |
| 2014/03         | 1.08                    | 0.86                  | -23.21           | —                           |
| 2013/03         | 1.40                    | 1.12                  | 7.69             | —                           |
| 2012/03         | 1.30                    | 1.04                  | —                | —                           |

## 業務

### 大快活
首間大快活於1972年12月在荃灣眾安街開幕；1977年於深水埗福榮街開設第二家分店。其後於1981年成立了中央食品加工中心，以確保食品質素及提高效率。由1984年至1991年由全線8家分店迅速增至52家分店。
大快活在1992年開設另一線品牌「馬里奧」意大利餐廳，同時又進軍大陸市場，高峰期在大陸的大快活分店多達29間。不過，過度擴張卻令業務進退維谷，結果導致了1995至1999年長達五年的業績見紅。在人事上亦出現變動，羅家長子羅開彌於1987年與胡忠長孫胡文佳合資創立飯盒供應商陽光一代，專營學校午餐，羅開彌於1996年離開大快活董事會後主力與胡氏經營旗下公司。羅家次子羅開福則將手上大快活股票轉讓予么弟羅開揚，於1988年創立了福多多飲食集團，並開辦了東東雲吞麵（已於2006年在樂富最後一間分店結業後，完全撤出快餐市場）。
截至2022年3月底，集團於香港共經營157間店鋪，包括145間大快活快餐連鎖店及12間特色餐廳（ASAP佔3間、墾丁茶房佔1間、一碗肉燥佔4間和一葉小廚佔4間），另外於中國內地則有20間店鋪。集團僱員總數約為5,700人。
羅開揚掌舵後，透過品牌改造、引入現代化資源管理系統（德國的SAP電腦系統）改善流程提升食物品質、更新標誌和裝修年輕化品牌形像、大幅減少大陸市場分店等舉措，成功扭虧為盈。

### 形象改革
小丑時期

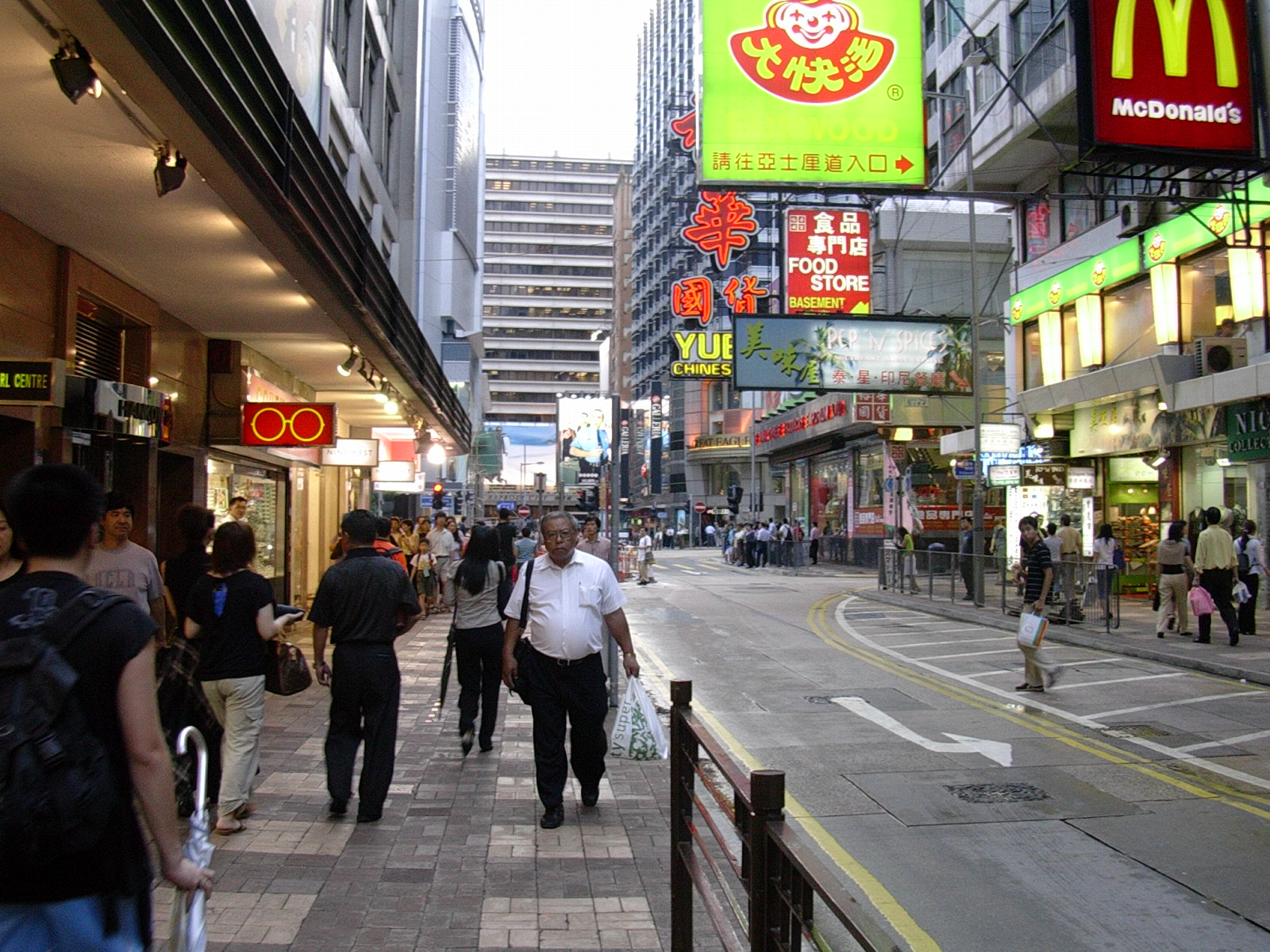
尖沙咀北京道的大快活分店舊商標（2003年）

大快活以往在品牌策略上，並沒有鎖定固定客群，令品牌欠缺鮮明形象，被指與大家樂非常相近，而小丑圖案亦被指十分「老土」。陳幼堅指出舊標誌由3個顏色構成，1972年至2003年使用。
1997年曾首創「快活堡」，以飯代替麵包。
2022年10月，大快活50周年來重現小丑logo。
大字形時期

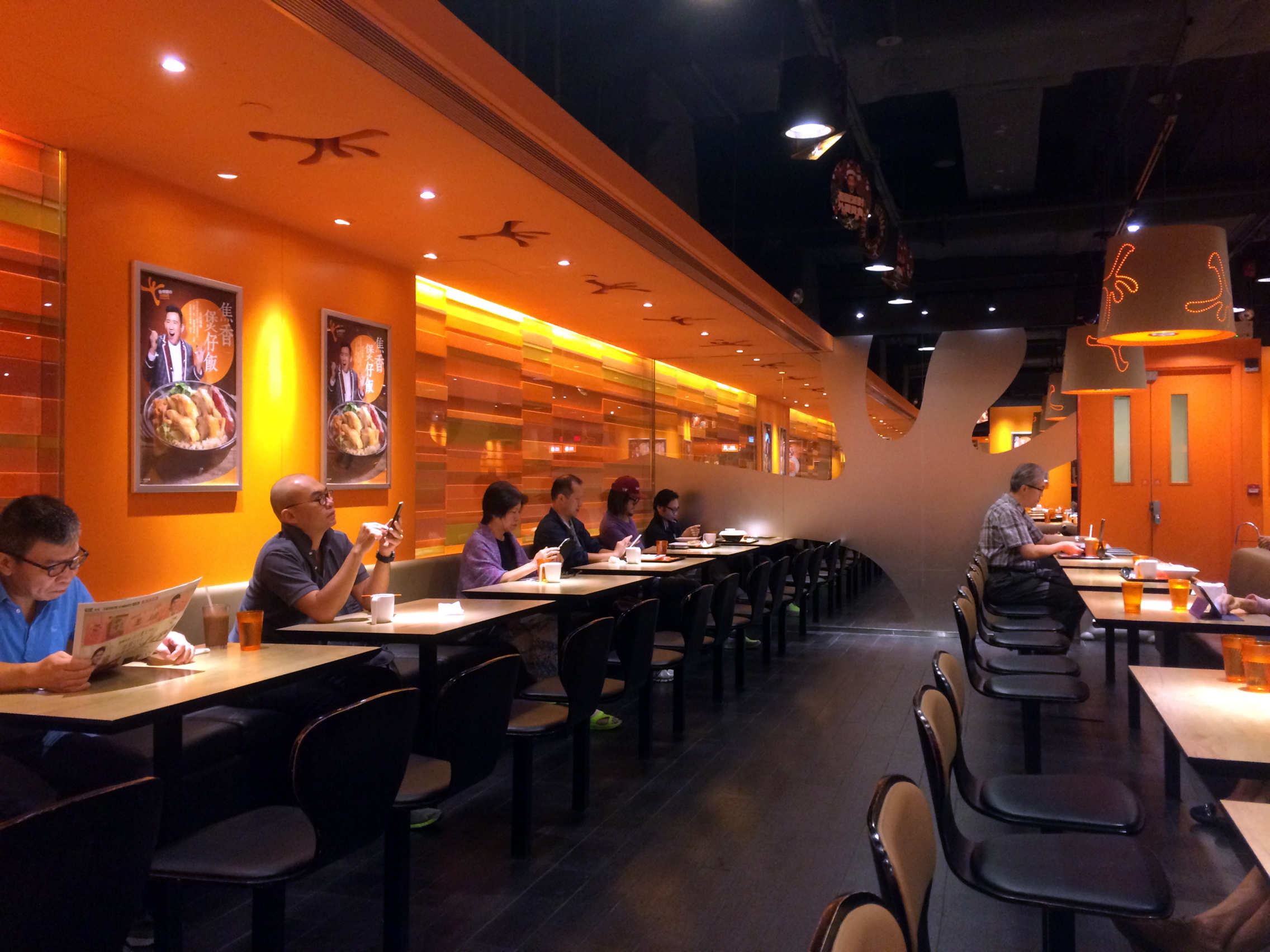
2003年到2010年代中的大快活分店裝修以橙色作主調

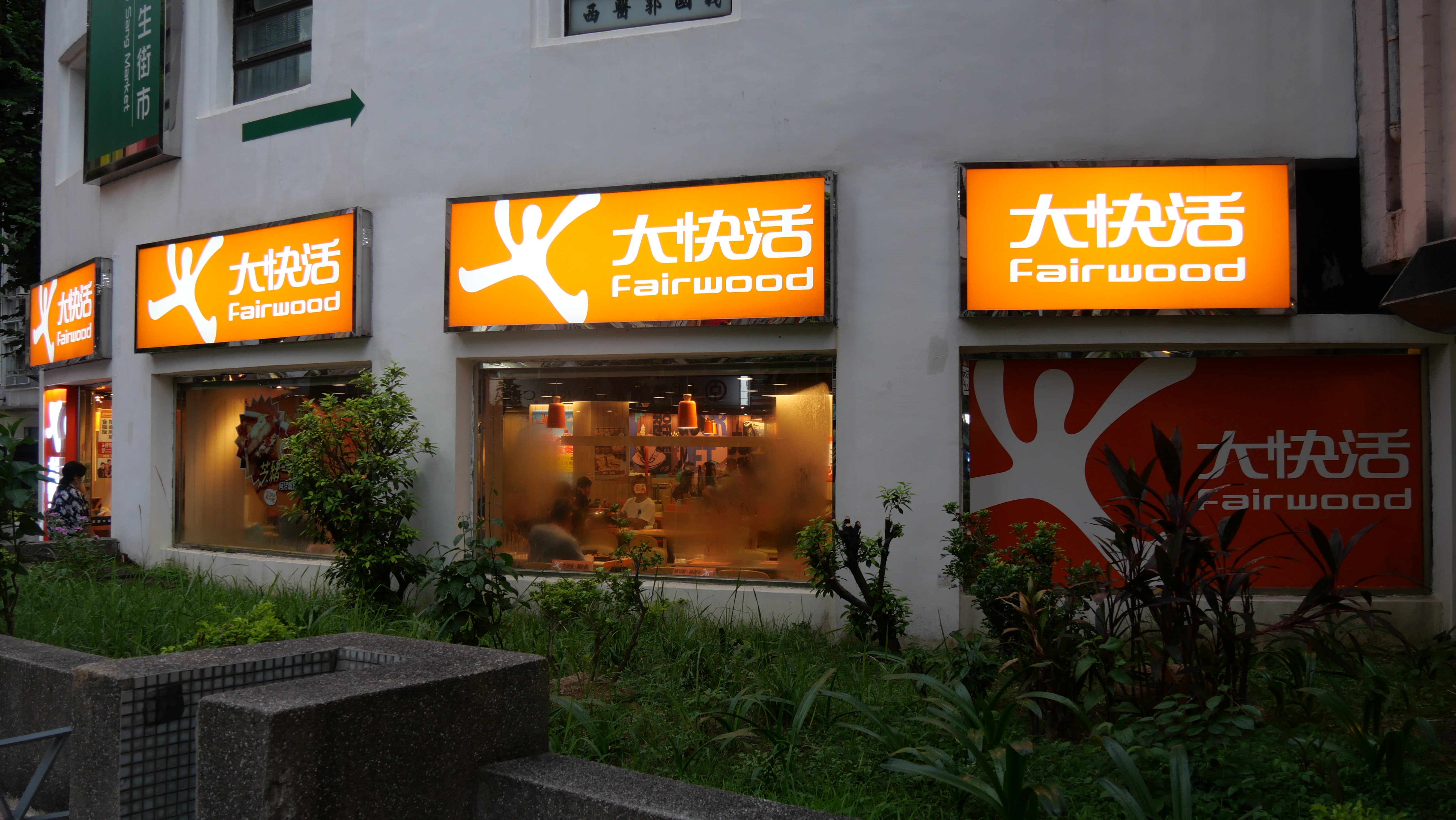
大快活快餐店屯門分店

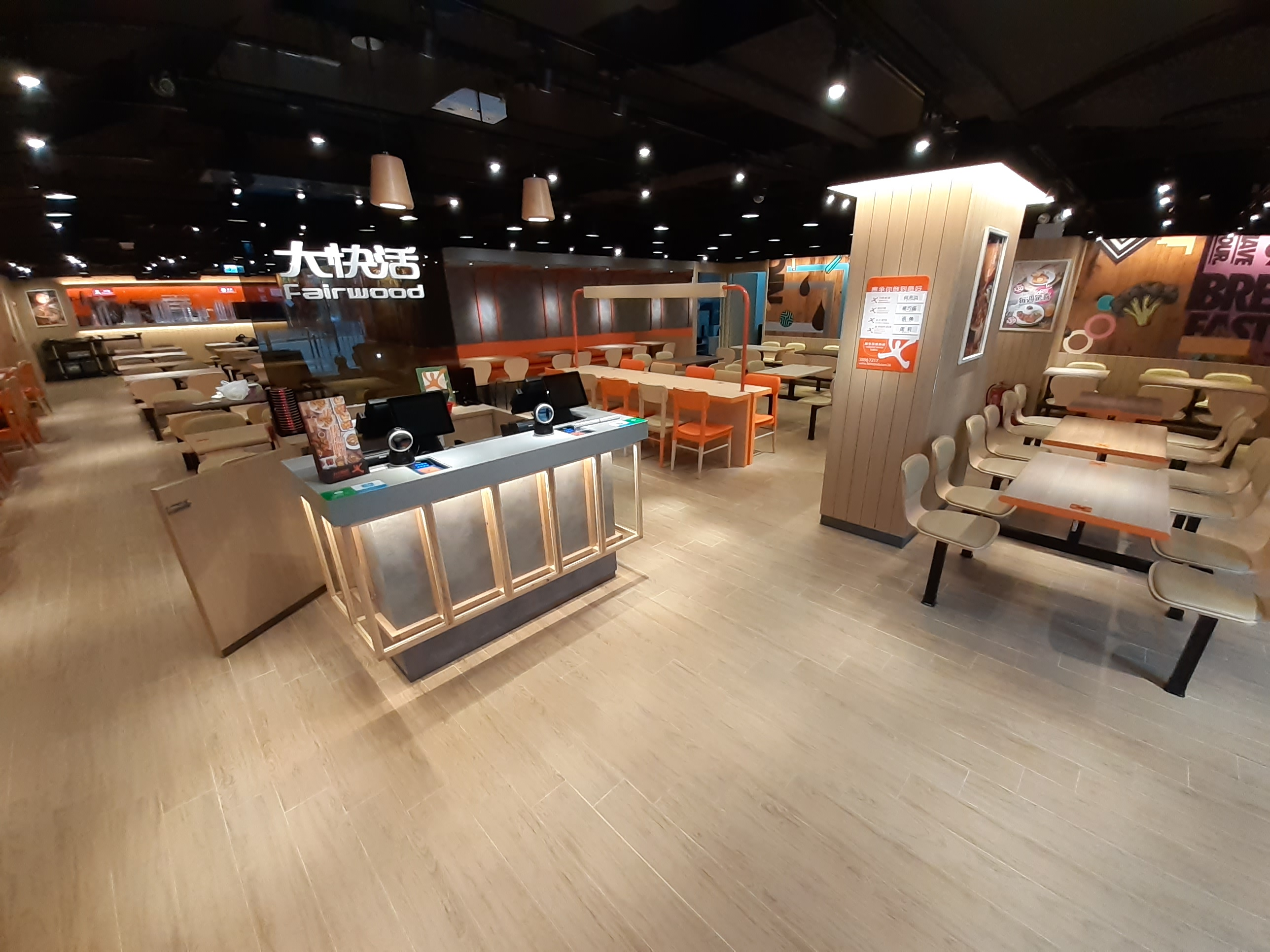
近年大快活分店裝修以簡約作主調

其後於2003年11月耗資1,500萬港元推出全新品牌形象，包括更改商標為「大」字形（原本商標為已有30年歷史的小丑笑臉圖案）、改善食物質素及把分店重新裝修，新商標由著名設計師陳幼堅設計，日本設計師森田恭通（日語：もりた やすみち）及香港建築師梁志天則合作為大快活旗下餐廳的室內佈置重新設計。首間更改商標為「大」字形大快活於2003年在觀塘麗港城商場B1層翻新後重新開幕，更曾經成為全港唯一一間設有遊樂場設施的大快活。
大快活除了希望維持傳統快餐店的效率，更給予顧客咖啡店的格調。在食品方面，引入即磨咖啡、彈牙意粉及秘製香料咖喱牛腩等。
2019年7月，大快活與九龍電競館合作，在九龍灣國際展貿中心E-MaxB1層開設佔地13000呎的「大快活電競館」，設有六大區域，提供超過100個用餐座位，包括主舞台、用餐區域、酒吧、直播區、電競區及Xengagement Room。

## 旗下品牌
- 大快活
- 一葉小廚
- 日式休閒西餐廳 As Simple As Possible （ASAP）

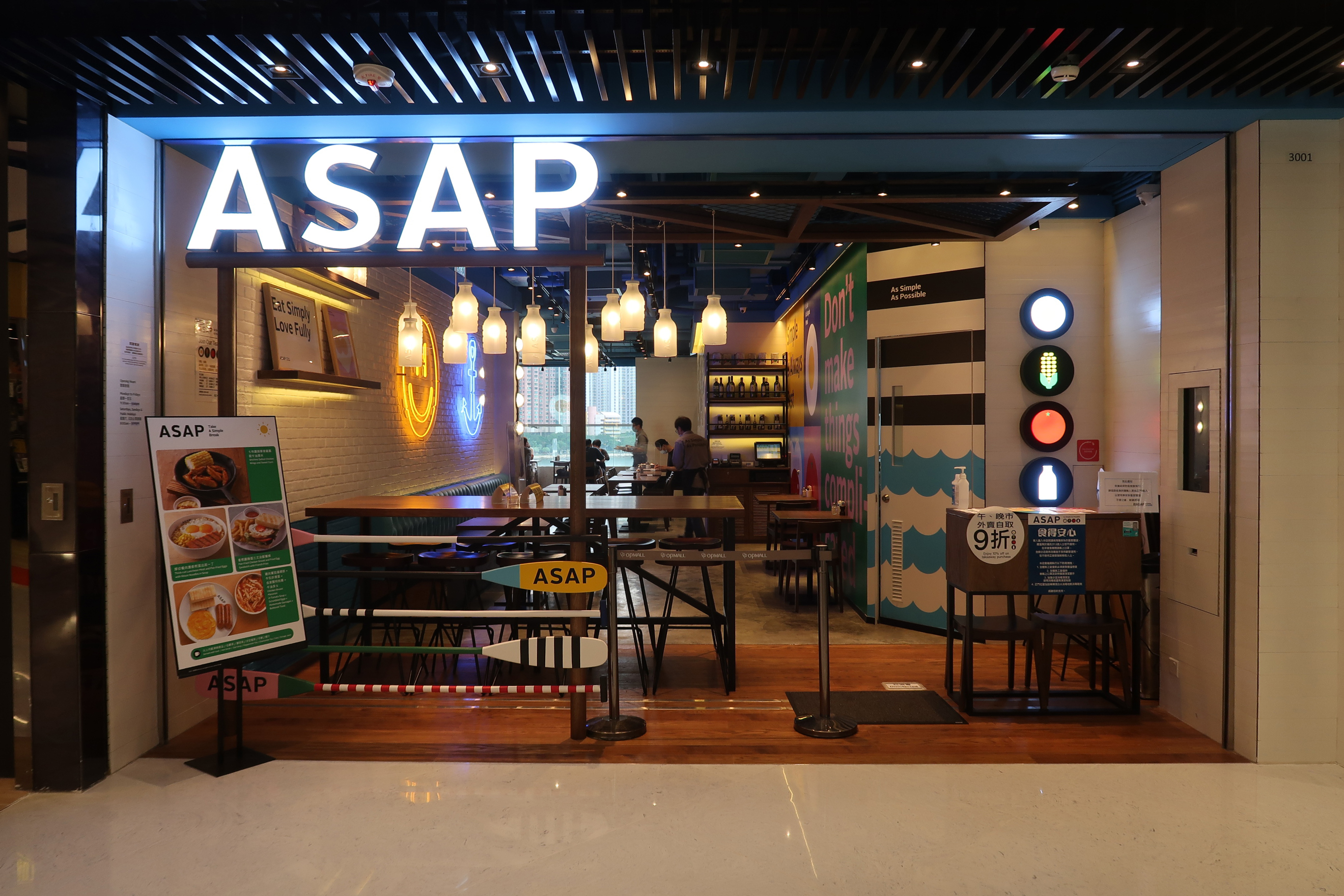
ASAP在荃灣海之戀分店

- 一碗肉燥
- Food Lab 研食社

## 獎項
大快活曾獲得多個獎項，包括HKMA/TVB2004年度超級品牌大獎、亞洲最具有影響力設計大獎－優秀中國設計、2004亞太區室內設計獎及2005年IF中國設計大獎。

## 代言人
大快活大多委任英皇娛樂旗下藝人為代言人，例如謝霆鋒、谷德昭、杜汶澤、梁洛施、「尖Girls」（泳兒、鍾舒漫及湯怡組成，其中泳兒在2006年－2007年連續2年任代言人，鍾及湯在2007年加入任代言人）、王祖藍和林欣彤（2011年）出任代言人，現時由吉祥物阿活擔任代言人。

## 圖集

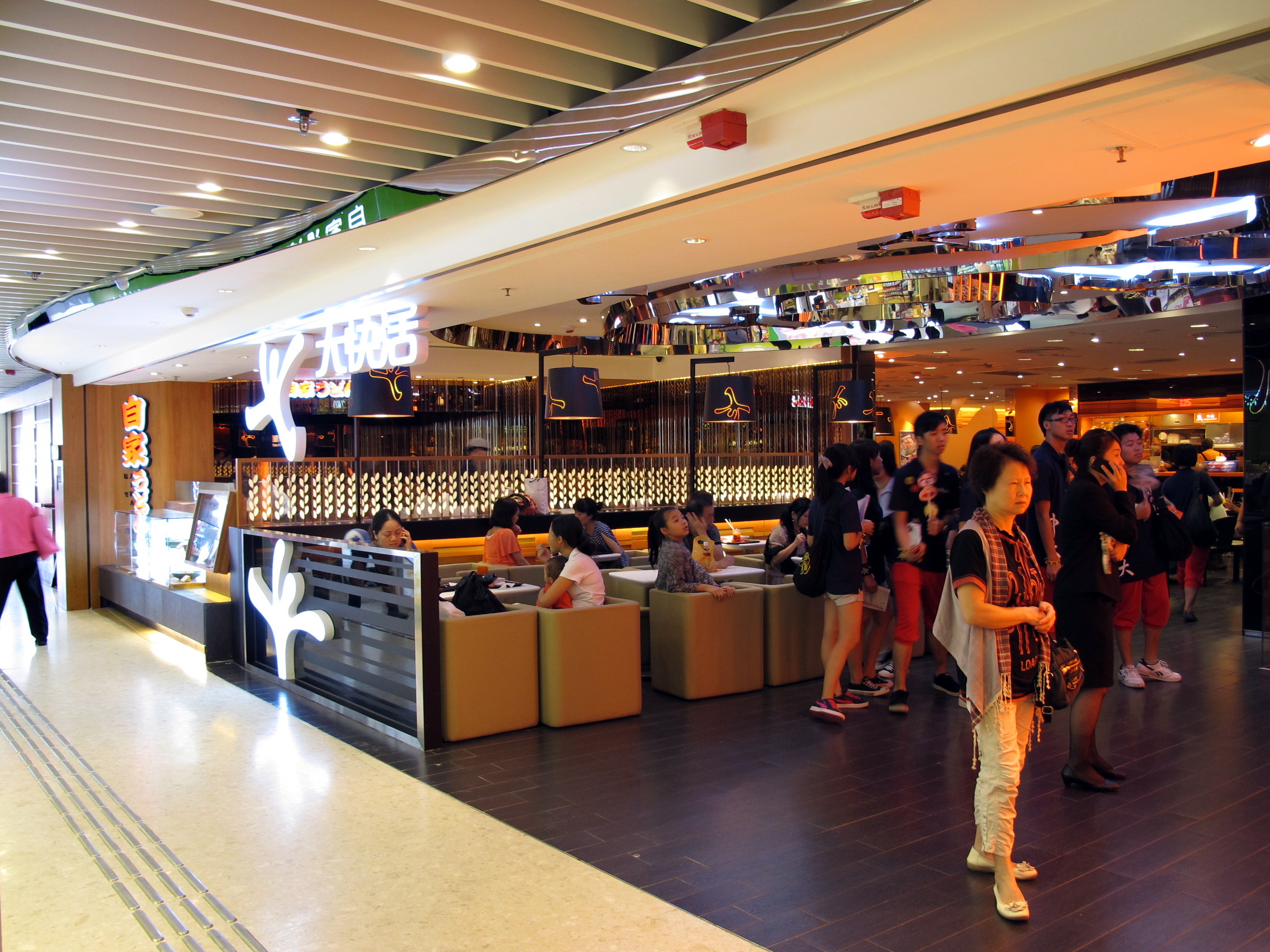
沙田連城廣場分店
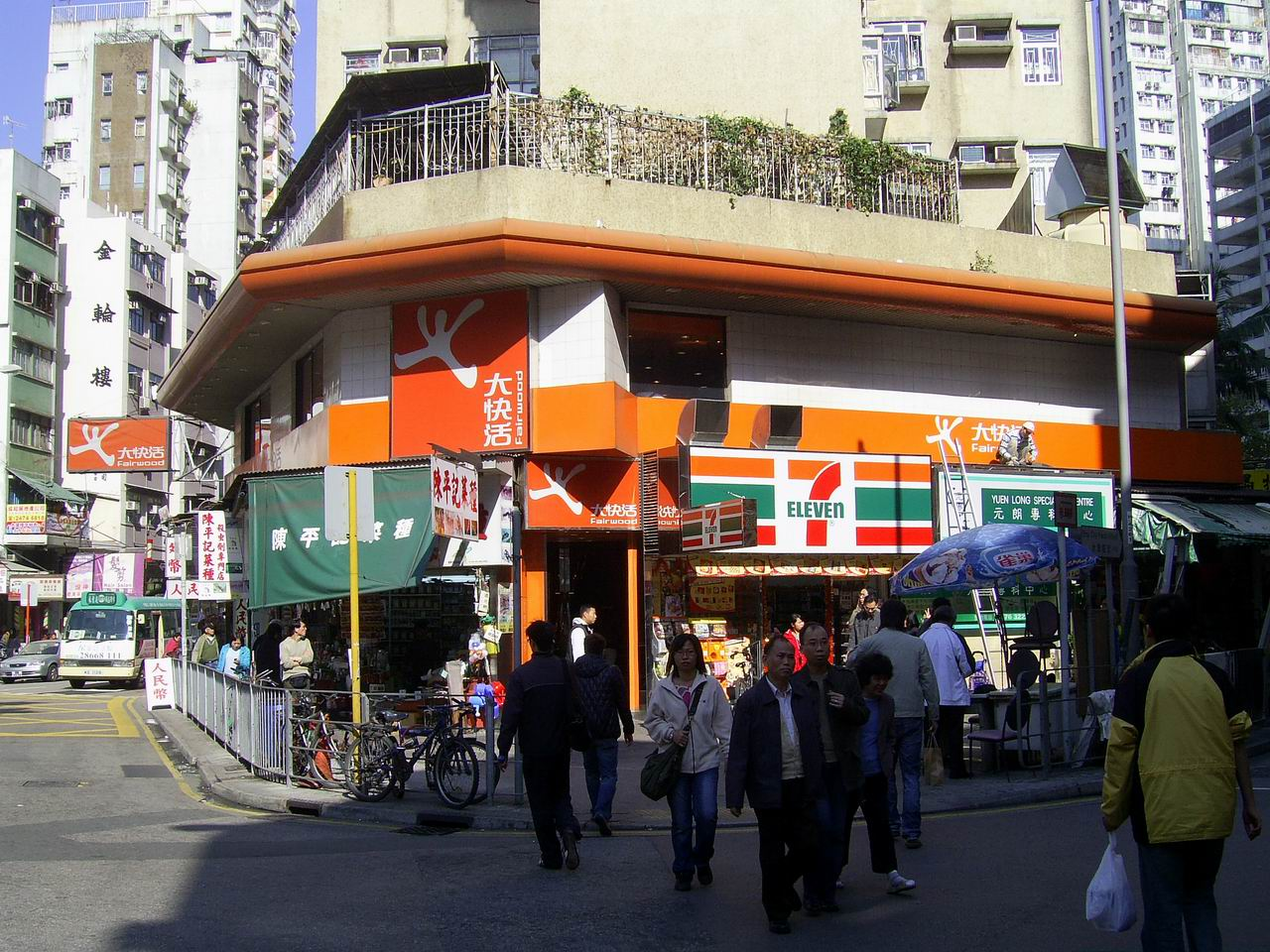
元朗水車館街分店
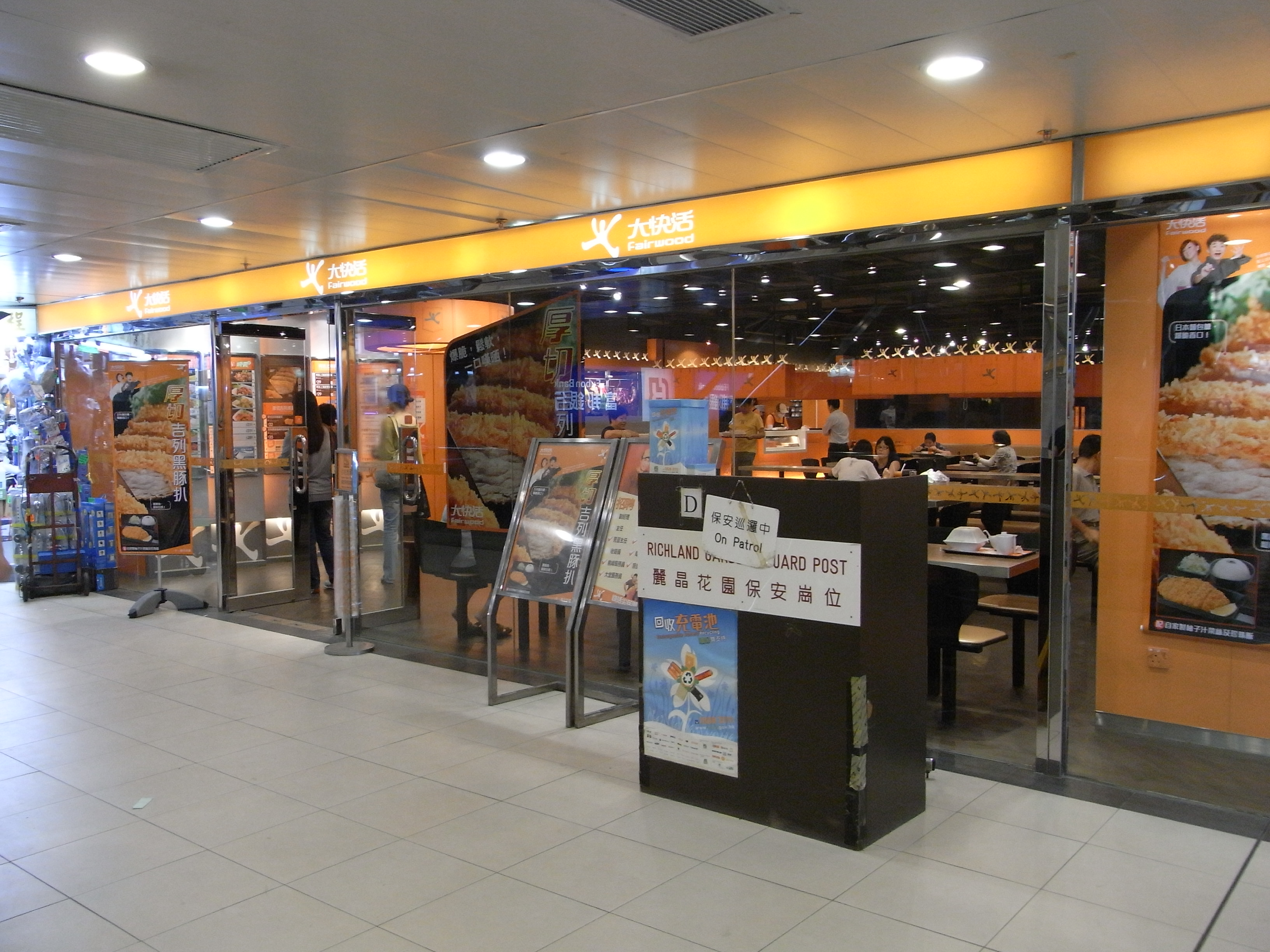
九龍灣麗晶商場分店
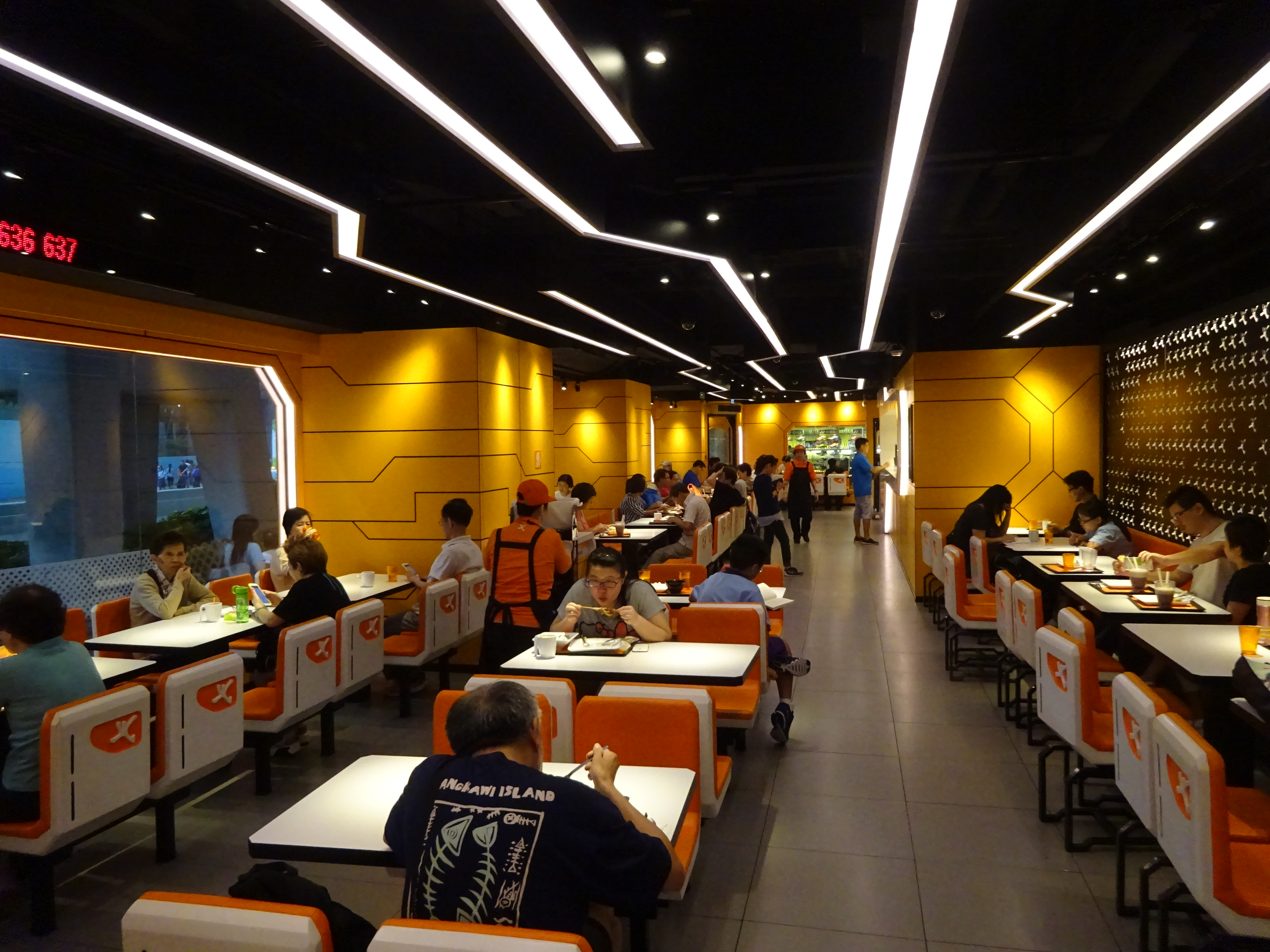
香港仔中心分店
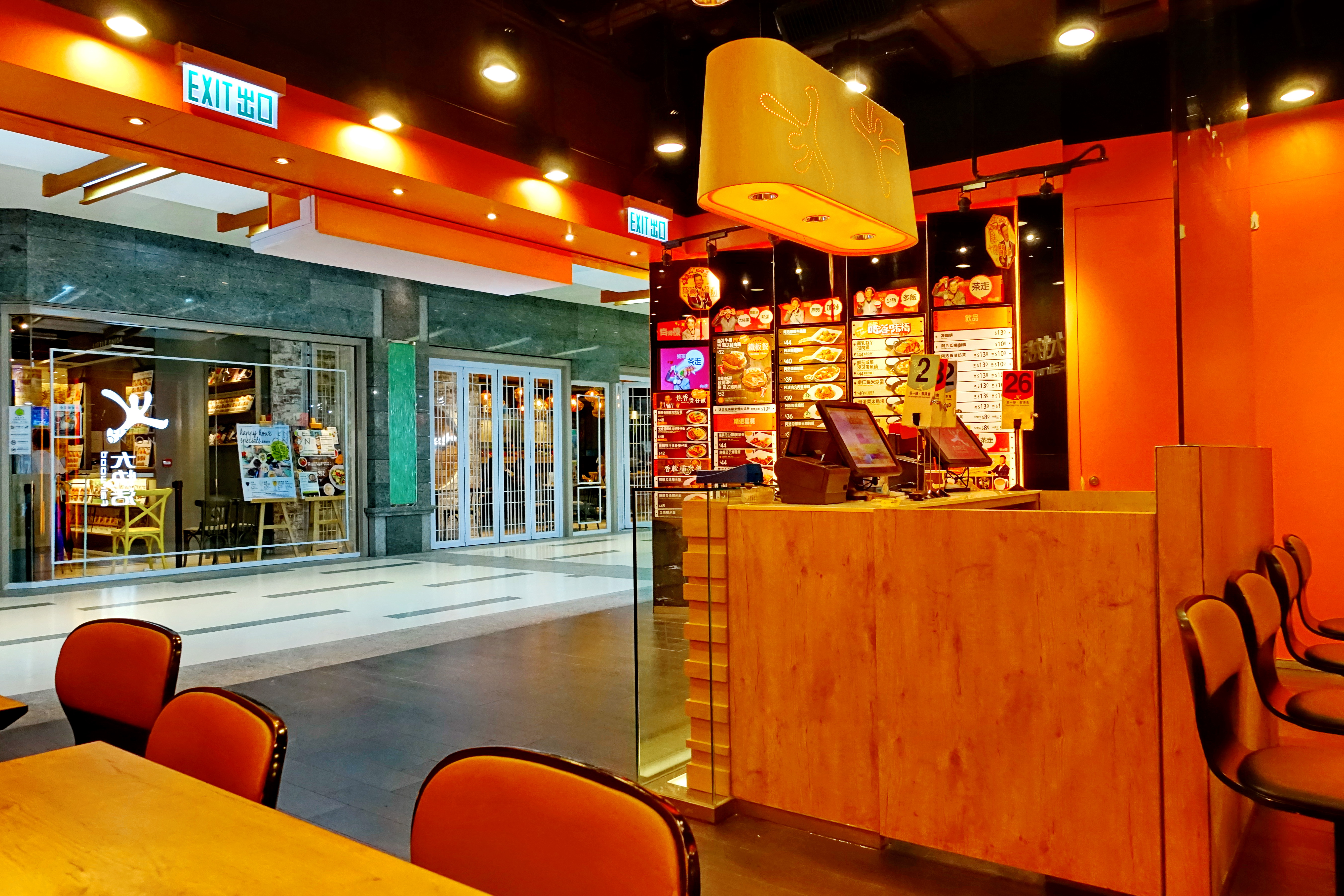
映灣薈分店
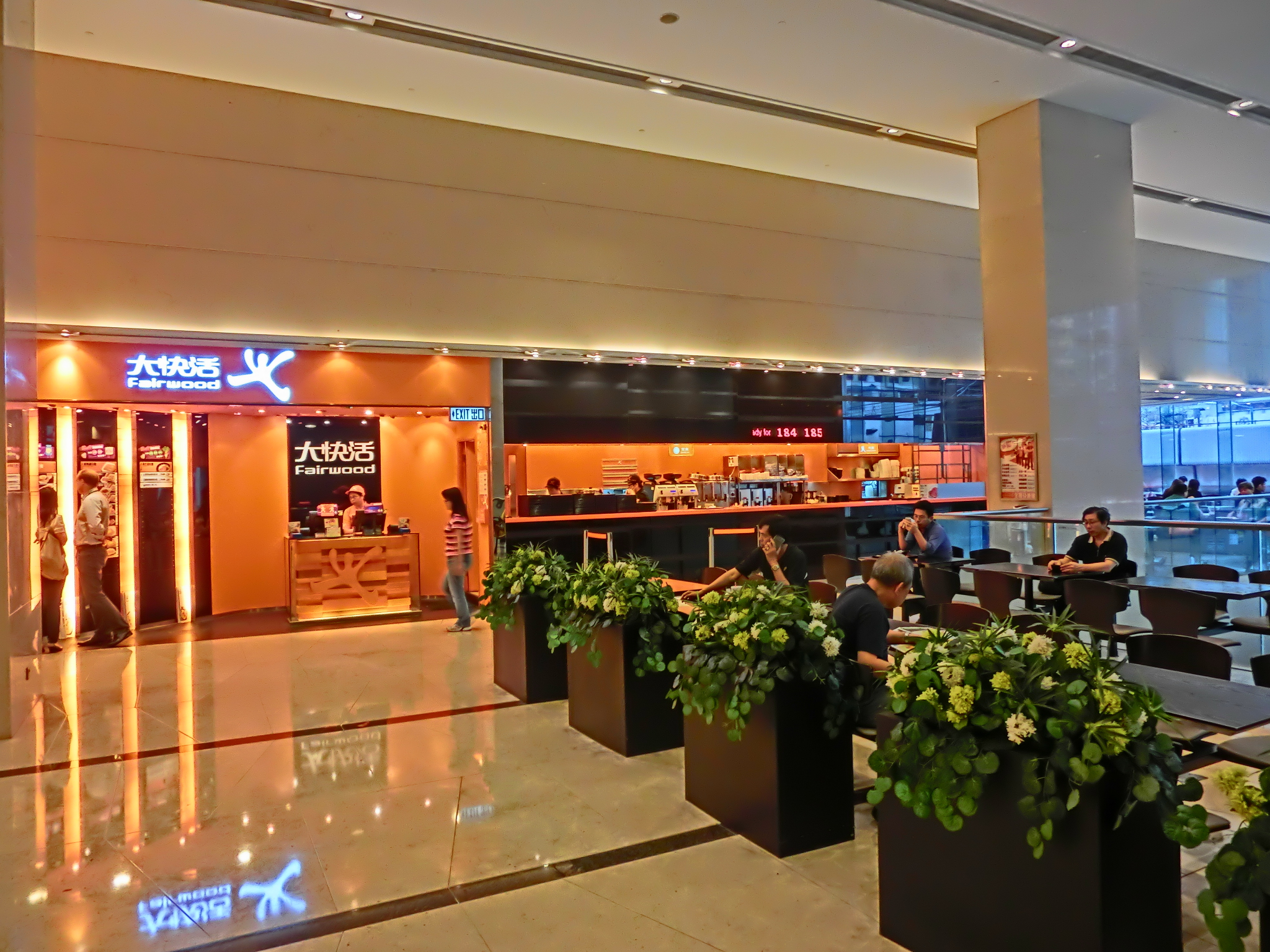
創紀之城六期分店
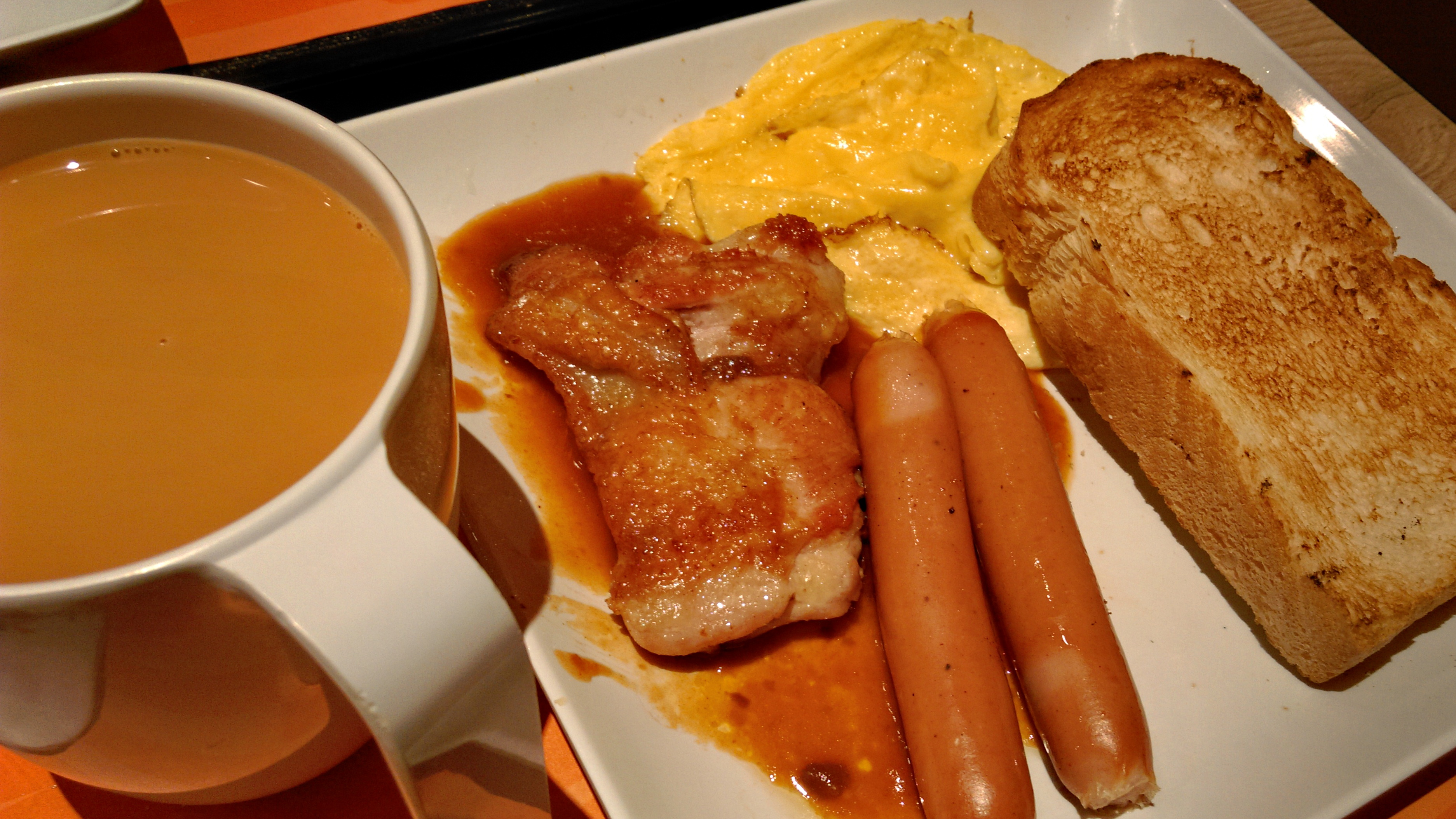
大快活所提供的典型西式早餐
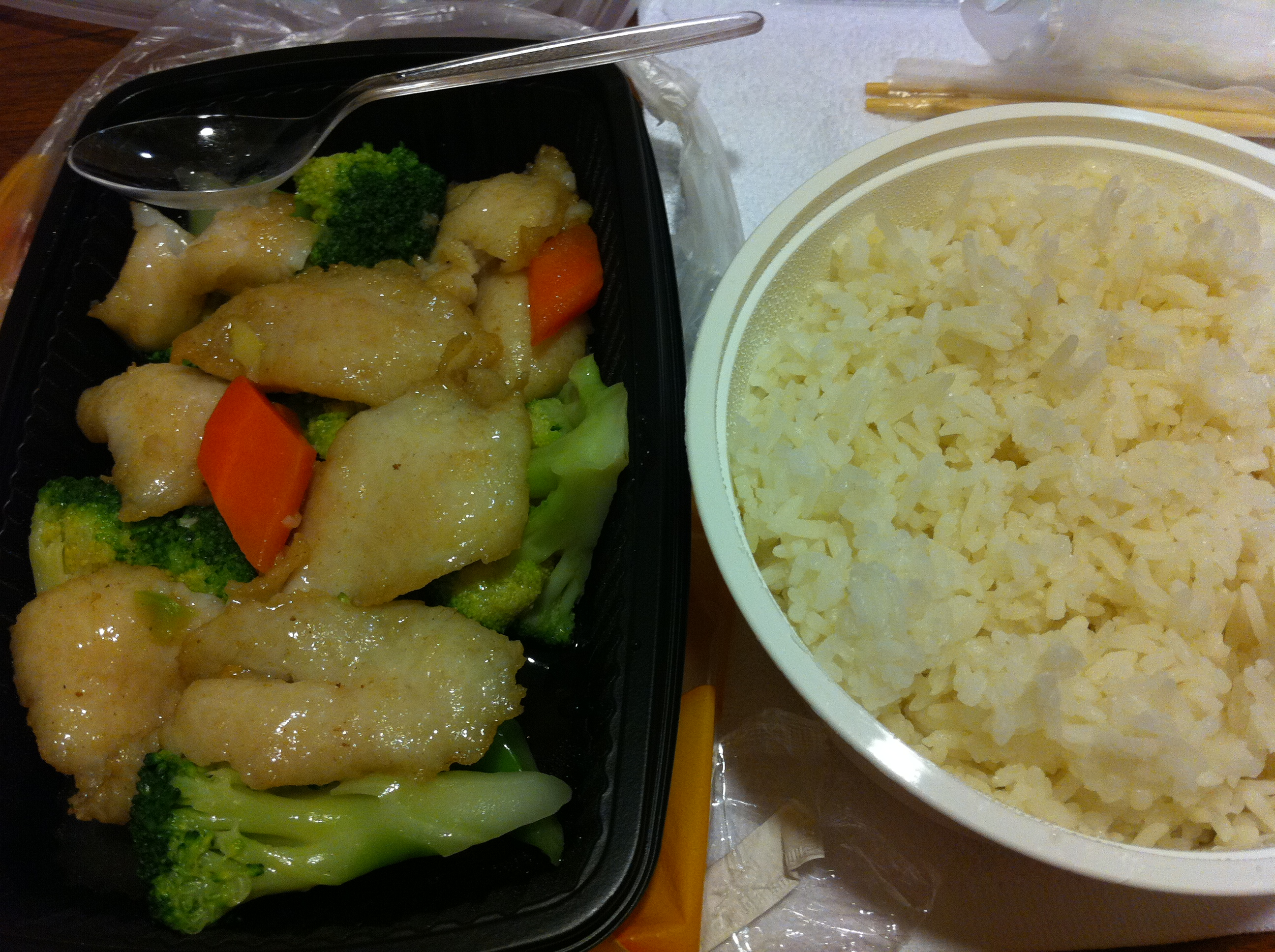
大快活提供的中式飯餐
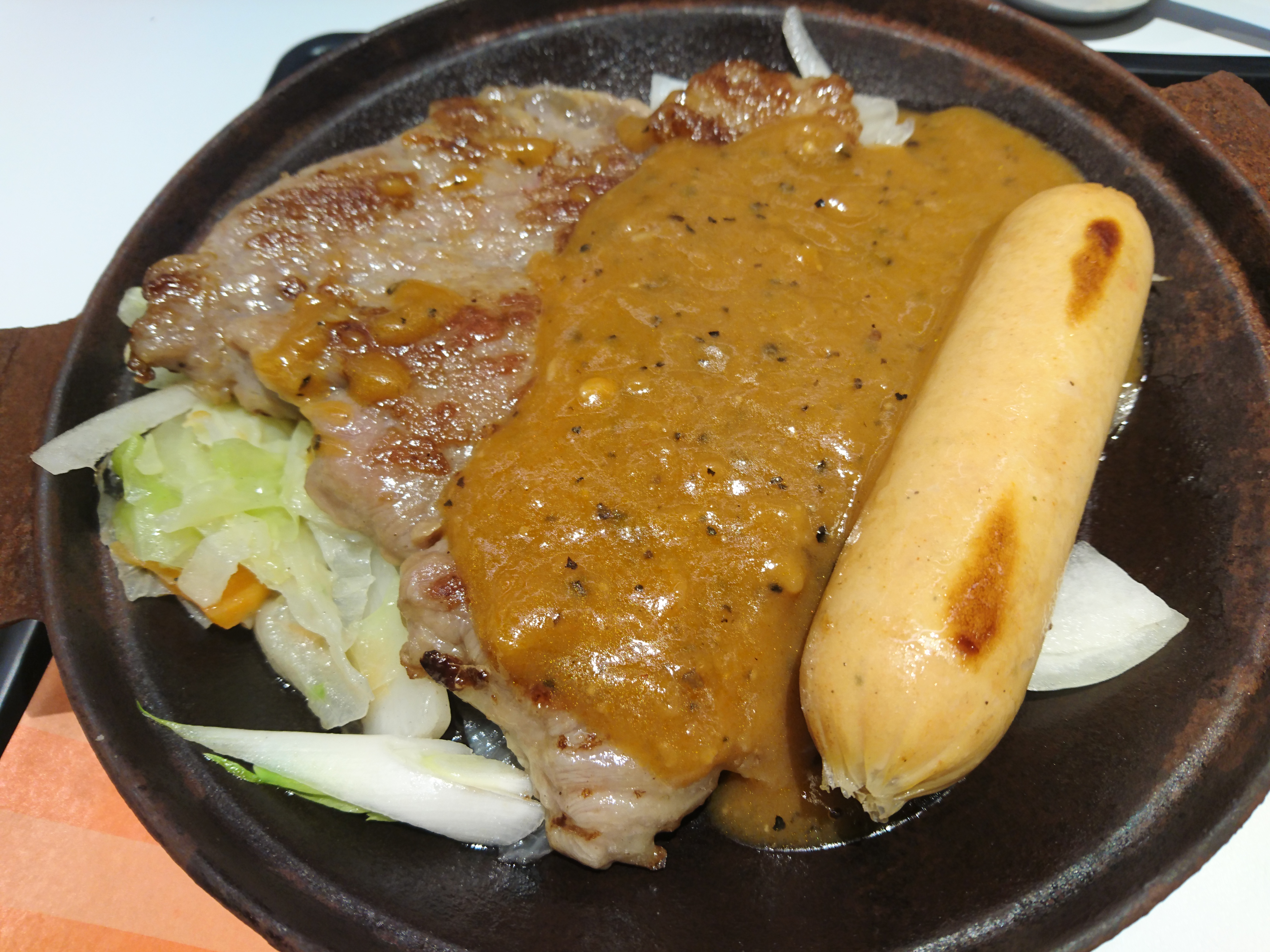
大快活的鐵板餐
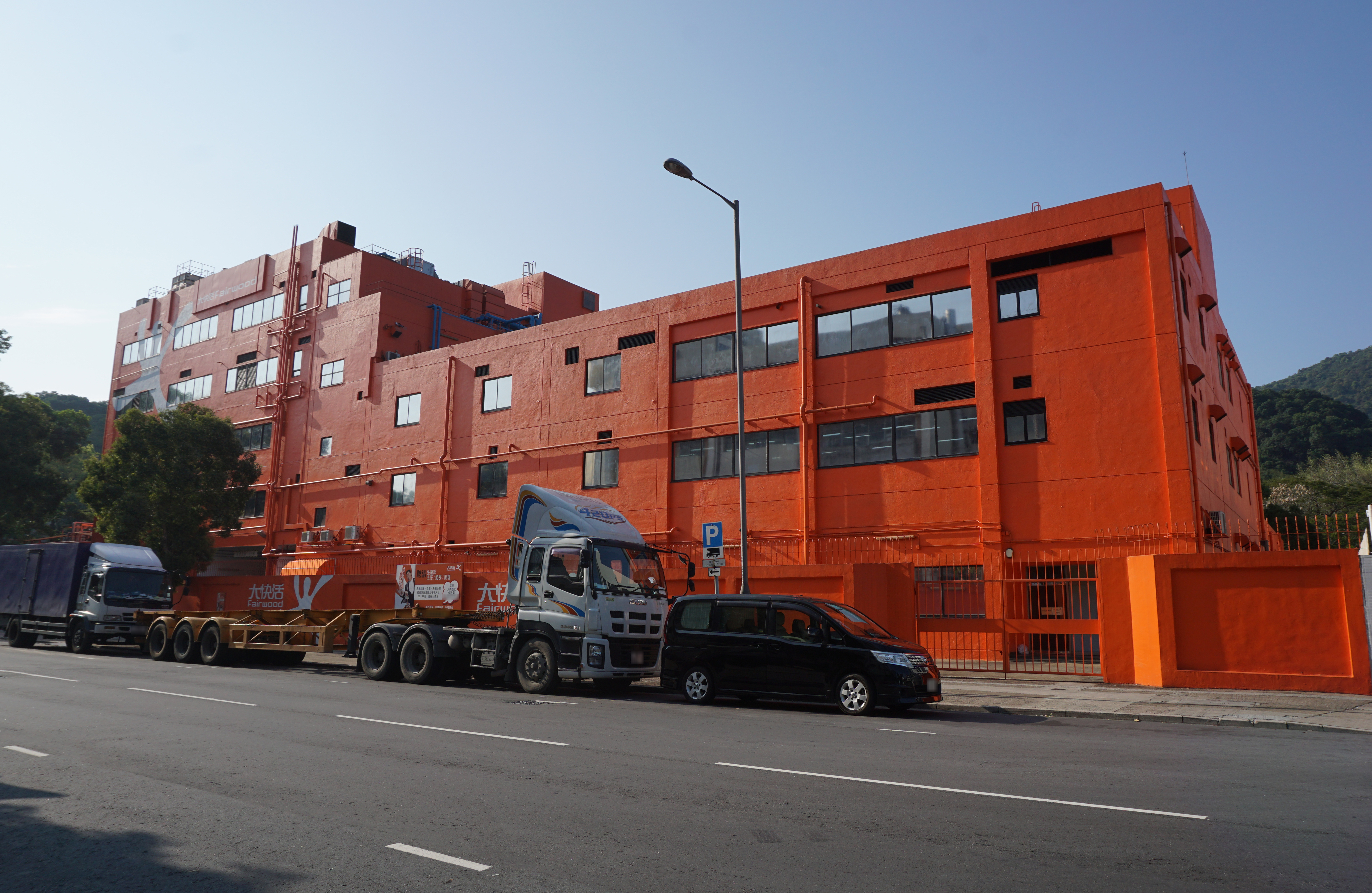
大埔工業邨的中央食品加工中心
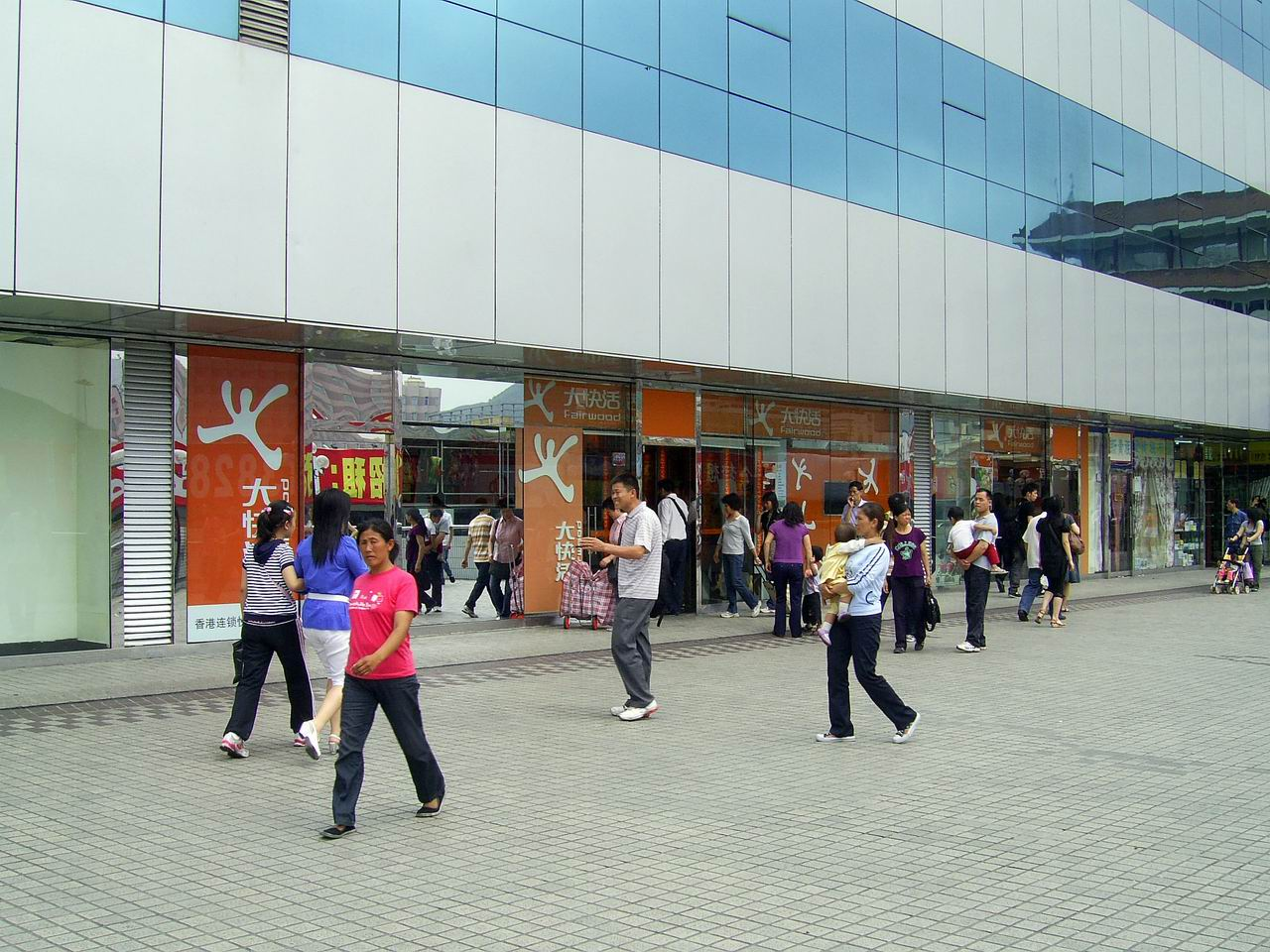
深圳罗湖商业城的大快活（2008年）
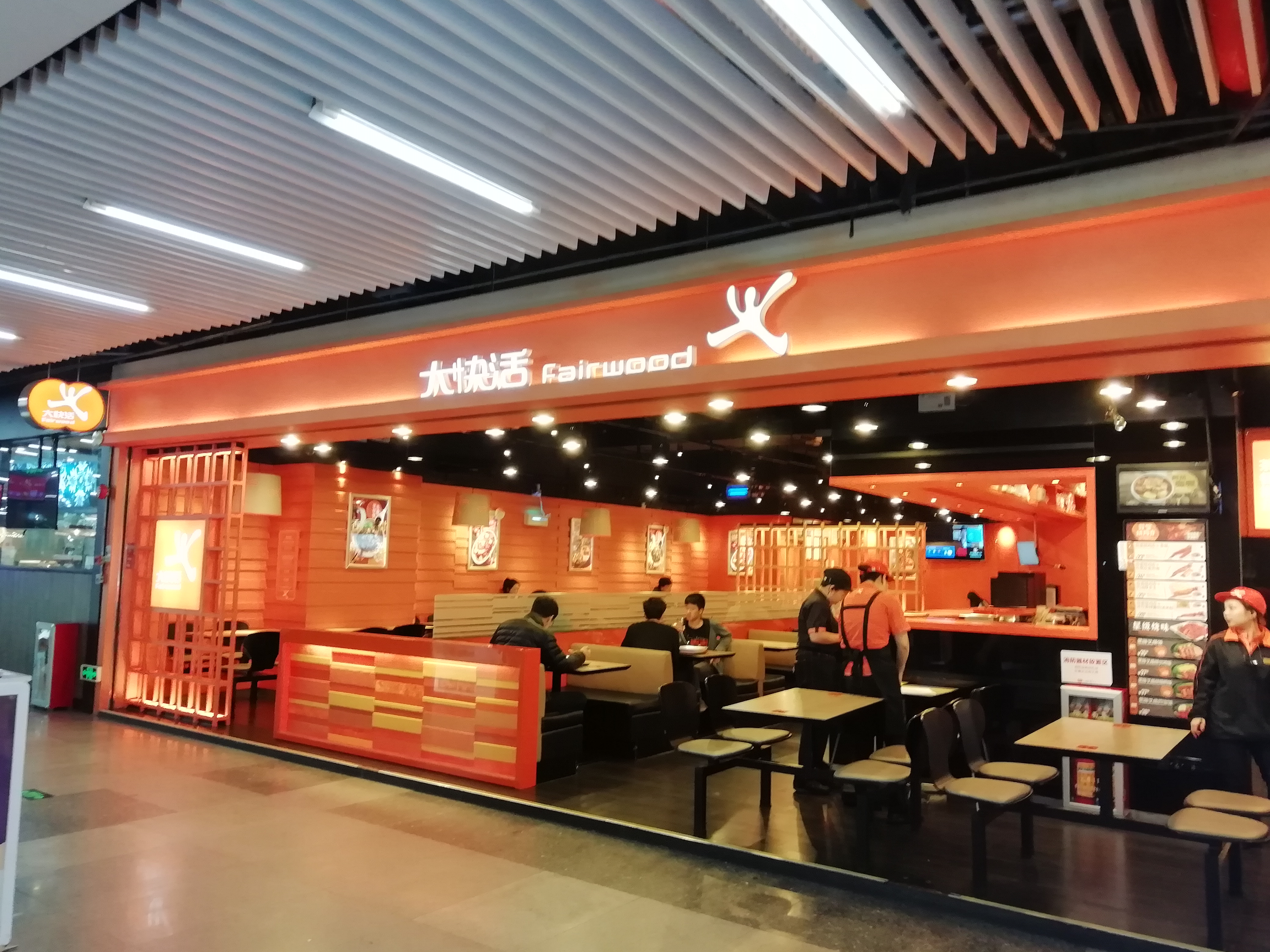
深圳连城新天地的大快活（2019年）

## 其他

### 售賣「4蚊飯」
2012年9月，大快活為慶祝開業40週年，在9月24日至28日一連5日推出1970年代價格水平，只售港幣4元的「4蚊飯」，每天在不同分店發售，引來不少市民來臨光顧，其中以長者佔多數。部份員工更戴上假髮、身穿喇叭褲，仿照當年制服造型向顧客派發飯盒。該4,000多個以「經典價格」售出的飯盒包括吉列豬扒火腿飯和粟米肉粒飯。不少顧客表示香港的通貨膨脹日益嚴重，現在吃一頓飯的花費已較7至8年前昂貴一倍，4元一盒飯的光景已成為絕唱。

### 50週年玩懷舊
2022年10月，為了迎接50週年紀念，大快活的紙杯膠袋重現經典「小丑」Logo。

### 陳年小丑商標的糖包成一時熱話
2017年3月31日，《明報》報道，有網民在facebook專頁分享印有多年前象徵大快活的經典小丑商標的糖包，這個快餐店商標的小丑頭像從1972年至2003年使用，所以報道估計它已經有14年歷史，引來不少網友熱烈討論，成為一時佳話。

### 爭議事件

#### 涉無牌製燒味[39]
2011年9月15日，《蘋果日報》報道指大快活有一半分店未有申請「食物製造廠牌照」，卻供應燒味到其他分店。大快活前僱員、第4區區域總廚師梁先生稱，大快活的分店都沒有「食物製造廠牌照」，「大快活一年前已經開始供應燒味到其他分店，但當時偷偷摸摸，都是十間八間這樣做，現在就增加到50間咁做，有的分店供應給兩、三間。」。根據香港法例，在香港樓宇內烹製或製造食品供外售予市民食用，必須向發牌當局申領食物製造廠牌照。

## 外部連結
- （繁體中文）大快活官方網頁（页面存档备份，存于）
- Fairwood Holdings （页面存档备份，存于）